# Lenka Černá
Lenka Černá, dívčím příjmením Pospíšilová (* 13. května 1966 Olomouc) je československá a později česká reprezentantka v házené hrající na postu brankářky. Svou vlast reprezentovala po dobu 26 let. Za svou kariéru odehrála 325 reprezentačních utkání, ve kterých vstřelila pět branek. Ke svému poslednímu utkání v národním družstvu (zápasu proti Švédsku) nastoupila 18. října 2009, když jí bylo 43 let.

## Život
S házenou Černá začínala v roce 1976 v rodné Olomouci. Od podzimu 2006 do léta 2010 pracovala jako asistentka trenéra české reprezentace žen, současně aktivně hrála v Olomouci a posléze ve Veselí nad Moravou. Ve Veselí skončila v červenci 2012. Tou dobou, od roku 2011, již působila ve funkci asistentky trenéra Petera Sabadky u slovenské reprezentace žen (do roku 2013). Dále působila jako asistentka trenéra juniorské reprezentace (2013–2017) a trenérka brankářek dorostenecké reprezentace (2017–2022).
Ve Zlíně ukončila v roce 2014 (48 let) sportovní kariéru a pokračuje v kariéře trenérské.

### Angažmá
- HC Zlín 2013–2022 (2013/14 hráčka, dále jako trenérka)
- Iuventa Michalovce (Slovensko; od října 2012) do skončení sezóny 2012/13
- Veselí nad Moravou
- DHK Zora Olomouc
- Duslo Šaľa (Slovensko)
- Novesta Zlín
- Méty (Francie)
- Lützellinden (SRN)

### Největší úspěchy
- účast na OH 1988 v Soulu (5. místo)
- 7× účast na MS
- 2. místo MS 1986
- 5× účast na ME
- titul mistr ČSFR (Šaľa)
- titul mistr česko-slovenské interligy 2012 s Veselím nad Moravou a Iuventou Michalovce – 2013
- 4× titul mistr ČR (Zlín, Olomouc, Veselí nad Moravou 2×)
- 2× vítěz Českého poháru (s Veselím nad Moravou)
- 6× mistr Francie (Méty)
- Nejlepší brankářka německé bundesligy
- Nejlepší brankářka francouzské ligy
- 6× nejlepší házenkářka České republiky
- 1× nejlepší házenkářka Československa